# Marlies Schild
Pour les articles homonymes, voir Schild.
Marlies Raich, née Marlies Schild le 31 mai 1981 à Saalfelden, est une skieuse alpine autrichienne. Championne du monde de slalom en 2011 à Schladming, elle a remporté quatre fois la Coupe du monde de slalom entre 2007 et 2011, ainsi que la Coupe du monde de combiné en 2007. Elle a détenu le record de 35 victoires en slalom de Coupe du monde avant d'être dépassé par Mikaela Shiffrin, et est également vice-championne olympique de combiné en 2006, puis de slalom en 2010 et 2014.

## Biographie
Marlies Schild fait ses gammes en Coupe d'Europe à partir de la saison 1998/1999. Elle obtient rapidement ses premiers podiums dans les épreuves de vitesse en descente ou super-G. En mars 1999, elle participe aux championnats du monde juniors ; elle réalise sa meilleure performance sur la descente grâce à une sixième place. Alors qu'elle a 19 ans, la multiplication des blessures et des opérations aux genoux contraint la skieuse à se concentrer désormais sur les disciplines techniques que sont le slalom et le slalom géant. Entre la fin de la saison 2000/2001 et le début de celle de 2001/2002, Schild enchaîne podium sur podium en coupe d'Europe ce qui lui permet de faire ses grands débuts en Coupe du monde avant la fin cette seconde saison. Pour sa première apparition parmi l'élite mondiale, la skieuse âgée de 20 ans termine à la 25e place d'un slalom organisé à Sestrières en Italie le 9 décembre 2001 ; elle marque donc ses premiers points dès sa première participation à une épreuve de ce niveau.
Dès lors, la slalomeuse intègre rapidement le groupe coupe du monde de la Wunderteam et multiplie les places dans le top-20 (elle obtient notamment une sixième place à Åre). Plus encore, ses performances lui permettent de gagner sa sélection pour les Jeux olympiques de 2002 organisés à Salt Lake City. Cependant, Marlies Schild ne s'illustre guère en sortant sur le premier tracé du slalom.
L’Autrichienne entame la saison 2003 par un premier podium en coupe du monde obtenu lors du slalom de l'étape d'Aspen (derrière les stars de la spécialité Anja Pärson et Janica Kostelić). Elle poursuit sa progression en multipliant les places d'honneur en slalom ce qui lui permet de participer aux Mondiaux 2003 organisés par la station suisse de Saint-Moritz. À cette occasion, elle retrouve les épreuves de vitesse grâce au combiné à l'issue duquel elle termine au pied du podium pour seulement deux centièmes (derrière la vainqueur Kostelic, elle est devancée par sa compatriote Nicole Hosp et la Suisse Marlies Oester). Quelques jours plus tard, elle obtient cette fois la médaille d'argent en terminant une nouvelle fois derrière la Croate Kostelic mais devant Hosp. Schild achève sa première saison complète en Coupe du monde par une 19e place finale au classement général et une 5e au classement particulier du slalom.
Après plusieurs podiums lors de la saison 2003/2004, Marlies Schild remporte sa première victoire en Coupe du monde à Sestrières en mars 2004 lors des finales annuelles. Là-même où elle avait fait ses grands débuts en coupe du monde, elle s'impose devant l'Américaine Sarah Schleper et la Finlandaise Tanja Poutiainen. En 2004/2005, malgré un début de saison raté en slalom elle s'affirme de plus en plus comme une skieuse complète. Elle s'illustre ainsi en slalom géant en remportant sa première victoire à Semmering puis retrouve les sommets en slalom grâce à deux victoires consécutives toujours à Semmering et à Santa Catarina. Elle poursuit sa saison par une nouvelle distinction mondiale obtenue sur le combiné lors des Mondiaux 2005 de Bormio (elle termine troisième derrière Janica Kostelić et Anja Pärson) ; lors des finales de Lenzerheide enfin, elle monte pour la première fois sur le podium d'une épreuve de vitesse, le super-G.

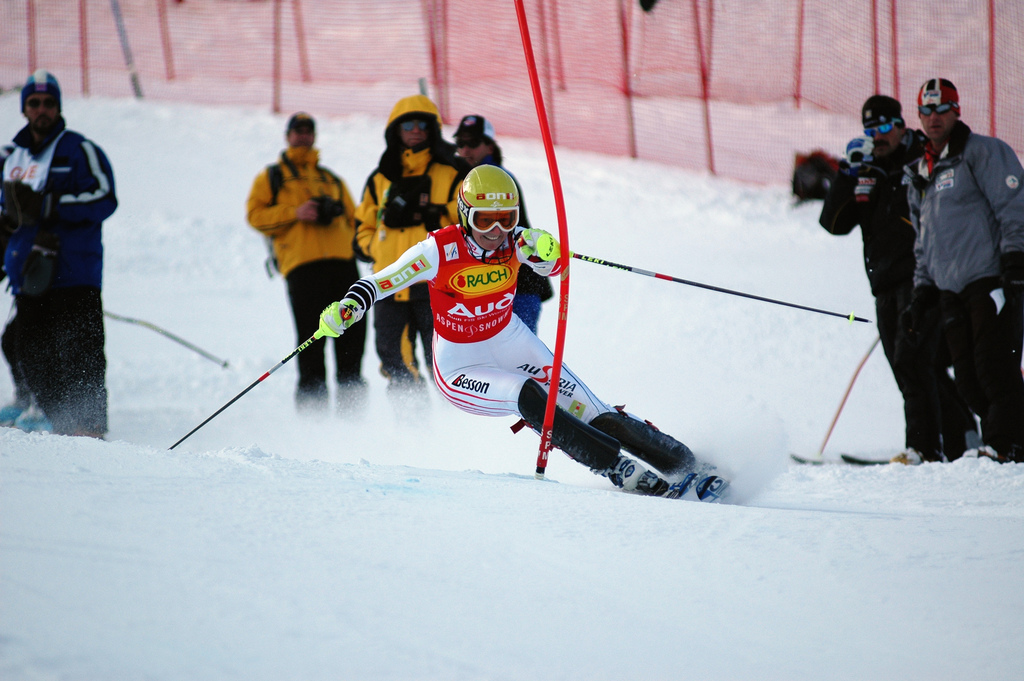
Marlies Schild lors d'un slalom à Aspen en 2006

Marlies Schild prépare au mieux le rendez-vous olympique de Turin en enchaînant trois victoires consécutives en slalom lors des épreuves de la coupe du monde 2006. Lors des Jeux olympiques de 2006, la skieuse confirme son statut d'outsider sans pour autant monter sur la plus haute marche de podium. Sur le combiné tout d'abord, elle décroche l'argent en échouant à une demi-seconde de Janica Kostelic qui remporte alors son dernier titre majeur. Sur l'épreuve du slalom, Schild monte sur la troisième marche du podium derrière Anja Paerson et sa compatriote Nicole Hosp. Elle participe enfin au slalom géant mais ne confirme pas les progrès effectués durant l'année avec une 17e place.
Lors de la Coupe du monde 2007, l'Autrichienne survole les épreuves de slalom en remportant sept des neuf étapes de la saison ce qui lui permet de remporter haut la main le petit globe de cristal de la spécialité (avec plus de 300 points d'avance sur sa dauphine et compatriote Nicole Hosp) ; elle remporte également celui des épreuves combinées. C'est cependant derrière cette même Hosp que Marlies Schild achève la saison au second rang du classement général. Lors de cette saison riche de 14 podiums en coupe du monde, l'Autrichienne obtient son premier top-3 en descente à Lenzerheide et ajoute deux médailles individuelles mondiales à son palmarès. En effet, lors des championnats du monde 2007 d'Are, la skieuse obtient la médaille d'argent sur le slalom alors qu'elle était largement favorite (derrière la Tchèque Sarka Zahrobska) puis le bronze sur le super-combiné (derrière Anja Paerson et l'Américaine Julia Mancuso). Avec l'équipe d'Autriche, elle obtient même la médaille d'or lors de la Coupe des nations.
Dans la dynamique de la saison précédente, Marlies Schild remporte le premier slalom de la saison 2008, une performance rééditée à trois reprises durant l'hiver lui permettant ainsi de lutter pour le globe de cristal de la spécialité avec sa compatriote Nicole Hosp.
Pour la saison 2009, elle déclare forfait pour toute la compétition avant le début de celle-ci en raison de fractures au tibia et au péroné lors d'un entraînement près de Sölden début octobre 2008. Lors des championnats du monde 2011 elle remporte sa première médaille d'or en slalom.
Lors de la saison 2011-2012, Marlies Schild remporte les cinq premiers slaloms de coupe du monde au programme (Aspen, Courchevel, Flachau, Lienz, Zagreb). Elle enfourche lors de la première manche de la sixième épreuve disputée à Kranjska Gora.
Le 19 décembre 2012, elle se blesse lors d'un entrainement. Victime d'une déchirure du ligament interne du genou droit, opérée deux jours plus tard, Marlies Schild tente néanmoins un retour pour le slalom des championnats du monde de Schladming programmé le 16 février 2013.
Le 17 décembre 2013, Schild gagne le slalom de Courchevel, sa 34e victoire dans la discipline en coupe du monde, ce qui fait d'elle la skieuse la plus titrée en coupe du monde de slalom, à égalité avec la Suissesse Vreni Schneider. Elle devient seule détentrice de ce record 12 jours plus tard en gagnant l'épreuve de Lienz. Son total de 35 victoires en slalom est dépassé par Mikaela Shiffrin au cours de la saison 2018-2019.
Schild met un terme à sa carrière de skieuse en septembre 2014. En 2015, elle épouse son compagnon double champion olympique Benjamin Raich, prend son nom de famille, et le 20 octobre de la même année, donne naissance à leur premier enfant, Josef.

## Palmarès

### Jeux olympiques d'hiver
| Épreuve / Édition | Salt Lake City 2002 | Turin 2006 | Vancouver 2010 | Sochi 2014 |
| Slalom Géant      | -                   | 17e        | -              | -          |
| Slalom            | Ab.                 | Bronze     | Argent         | Argent     |
| Combiné           | -                   | Argent     | -              | -          |

### Championnats du monde
| Épreuve / Édition | Saint-Moritz 2003 | Bormio 2005 | Åre 2007 | Garmisch-Partenkirchen 2011 | Schladming 2013 |
| Slalom géant      | -                 | 14e         | Ab.      | 8e                          | -               |
| Slalom            | Argent            | Dsq         | Argent   | Or                          | 9e              |
| Combiné           | 4e                | Bronze      | Bronze   | -                           | -               |
| Par équipes       | -                 | -           | Or       | Argent                      | -               |

Légende : Dsq = disqualification, Ab. = n'a pas terminé la course

### Coupe du monde
- Meilleur classement général : 2e en 2007.
- 5 petits globes de cristal :
  - Vainqueur du classement du slalom en 2007, 2008, 2011 et 2012.
  - Vainqueur du classement du combiné en 2007.
- 68 podiums, dont 37 succès (35 en slalom, 1 en géant, 1 en combiné).

#### Différents classements en Coupe du monde
| Saison / Épreuve | Saison / Épreuve | Général | Général | Descente | Descente | Super G | Super G | Slalom géant | Slalom géant | Slalom | Slalom | Combiné | Combiné |
| ---------------- | ---------------- | ------- | ------- | -------- | -------- | ------- | ------- | ------------ | ------------ | ------ | ------ | ------- | ------- |
| Saison / Épreuve | Saison / Épreuve | Class.  | Points  | Class.   | Points   | Class.  | Points  | Class.       | Points       | Class. | Points | Class.  | Points  |
| 2002             | 2002             | 53e     | 134     | -        | -        | -       | -       | -            | -            | 16e    | 134    | -       | -       |
| 2003             | 2003             | 19e     | 342     | -        | -        | -       | -       | -            | -            | 5e     | 342    | -       | -       |
| 2004             | 2004             | 14e     | 455     | -        | -        | -       | -       | 49e          | 8            | 2e     | 447    | -       | -       |
| 2005             | 2005             | 8e      | 669     | 30e      | 34       | 25e     | 80      | 15e          | 150          | 3e     | 376    | 9e      | 29      |
| 2006             | 2006             | 6e      | 961     | 40e      | 32       | 17e     | 120     | 17e          | 154          | 2e     | 550    | 4e      | 105     |
| 2007             | 2007             | 2e      | 1482    | 12e      | 199      | 14e     | 135     | 12e          | 168          | 1re    | 760    | 1re     | 220     |
| 2008             | 2008             | 5e      | 1120    | 15e      | 156      | 25e     | 49      | 11e          | 169          | 1er    | 640    | 5e      | 106     |
| 2009             | 2009             | -       | -       | -        | -        | -       | -       | -            | -            | -      | -      | -       | -       |
| 2010             | 2010             | 15e     | 420     | -        | -        | -       | -       | -            | -            | 3e     | 420    | -       | -       |
| 2011             | 2011             | 6e      | 756     | -        | -        | -       | -       | 17e          | 76           | 1er    | 680    | -       | -       |
| 2012             | 2012             | 8e      | 925     | -        | -        | -       | -       | 15e          | 135          | 1re    | 760    | -       | -       |
| 2013             | 2013             | 57e     | 125     | -        | -        | -       | -       | 32e          | 45           | 26e    | 80     | -       | -       |
| 2014             | 2014             | 17e     | 385     | -        | -        | -       | -       | -            | -            | 3e     | 385    | -       | -       |

#### Détail des victoires
| Saison / Épreuve | Slalom géant | Slalom                                                            | Combiné   | Total |
| 2003-2004        | -            | Sestrières                                                        | -         | 1     |
| 2004-2005        | Semmering    | Semmering Santa Catarina                                          | -         | 3     |
| 2005-2006        | -            | Lienz Zagreb Maribor                                              | -         | 3     |
| 2006-2007        | -            | Levi Aspen Val d'Isère Zagreb Kranjska Gora Sierra Nevada Zwiesel | Reiteralm | 8     |
| 2007-2008        | -            | Reiteralm Panorama (en) Spindleruv Mlyn Ofterschwang Bormio       | -         | 5     |
| 2009-2010        | -            | Lienz Flachau Garmisch-Partenkirchen                              | -         | 3     |
| 2010-2011        | -            | Levi Courchevel Semmering Zagreb Arber-Zwiesel Špindlerův Mlýn    | -         | 6     |
| 2011-2012        | -            | Aspen Courchevel Flachau Lienz Zagreb Soldeu                      | -         | 6     |
| 2013-2014        | -            | Courchevel Lienz                                                  | -         | 2     |
| Total            | 1            | 35                                                                | 1         | 37    |

### Coupe d'Europe
- 8 podiums dont 3 victoires.

### Championnats d'Autriche
- 5 fois championne d'Autriche de slalom : 2002, 2003, 2008, 2010 et 2011.